# فيل رو (لاعب كرة قدم)
فيل رو (بالإنجليزية: Phil Roe)‏ هو لاعب كرة قدم بريطاني في مركز ظهير ‏، ولد في 7 أكتوبر 1991 في تشيلمسفورد في المملكة المتحدة. لعب مع بورت فايل وشيفيلد يونايتد.

## وصلات خارجية
- فيل رو (لاعب كرة قدم) على موقع قاعدة بيانات كرة القدم.إي يو (الإنجليزية)
- فيل رو (لاعب كرة قدم) على موقع Soccerbase.com (لاعب) (الإنجليزية)